# ニック・ツーン
ニック・ツーン（Nick Toon 1988年11月4日- ）はウィスコンシン州ミドルトン出身の元アメリカンフットボール選手。現役時代のポジションはWR。父親は元ニューヨーク・ジェッツWRのアル・ツーン。

## 経歴

### プロ入り前
ウィスコンシン州のミドルトン高校でプレーした。3年次の2005年に26回のレシーブで425ヤードを獲得、6タッチダウンをあげて州のセカンドチームに選ばれた。4年次の2006年に51回のレシーブで799ヤードを獲得、13タッチダウンをあげて州のファーストチームに選ばれた。またキックオフリターナーとしても活躍した。大学入学前に彼はRivals.com から州の3番目に優れたワイドレシーバーと評価された。

父親のアル・ツーンが殿堂入りを果たしたウィスコンシン大学に進学した彼は2007年はレッドシャツとして過ごした。
1年次の2008年は12試合に出場し17回のレシーブで257ヤードを獲得した。フロリダ州立大学とのチャンプススポーツボウルで2回のレシーブで27ヤードを獲得するなど、シーズン最後の5試合で14回のレシーブで196ヤードを獲得した。
2年次の2009年は54回のレシーブで805ヤードを獲得、4タッチダウンをあげた。レシーブ数とレシーブ獲得ヤードではチームトップとなった。
3年次の2010年は先発7試合を含む9試合に出場した。シーズン中足首の負傷で何試合か欠場した。2011年1月1日のテキサスクリスチャン大学とのローズボウルでは3回のレシーブで46ヤードを獲得した。
4年次の2011年は全13試合に先発出場、64回のレシーブで926ヤードを獲得、10タッチダウンをあげた。2012年1月2日に行われたオレゴン大学とのローズボウルでは9回のレシーブで104ヤードを獲得した。4シーズンで171回のレシーブで大学歴代3位の2447ヤードを獲得、18タッチダウンをあげた。

### ニューオーリンズ・セインツ
2012年のNFLドラフト4巡全体122位でニューオーリンズ・セインツに指名された。同年7月16日、セインツと4年契約を結んだ。シーズン開幕前の8月31日、彼はシーズン絶望となり故障者リスト入りした。
2014年11月30日のピッツバーグ・スティーラーズ戦でドリュー・ブリーズからのパスでプロ初タッチダウンをあげた。
2015年シーズンはケニー・スティルズ、ロバート・ミーチャムがセインツを退団したこともあり期待されていたがプレシーズンゲーム第2戦で足首を負傷し、故障者リスト入りし、その後チームから解雇された。セインツでの3シーズンで16試合に出場し、21回のレシーブで283ヤードを獲得、1タッチダウンをあげた。

### セントルイス・ラムズ
2015年9月30日、セントルイス・ラムズとプラクティススクワッド契約を結んだ。2016年5月11日、ラムズから解雇された。